# Драгижево
Драгижево (болг. Драгижево) — село в Болгарии. Находится в Великотырновской области, входит в общину Лясковец. Население составляет 842 человека (2022).

## Политическая ситуация
В местном кметстве Драгижево, в состав которого входит Драгижево, должность кмета (старосты) исполняет Илия Василев Илиев (независимый) по результатам выборов.
Кмет (мэр) общины Лясковец — Ивелина Хараламбиева Гецова (коалиция в составе 4 партий: Граждане за европейское развитие Болгарии (ГЕРБ), Демократы за сильную Болгарию (ДСБ), Земледельческий народный союз (ЗНС), Союз свободной демократии (ССД)) по результатам выборов.

## Известные уроженцы
- Феодосий (Купичков) — епископ Девольский